# Marienhaus Klinikum Mainz

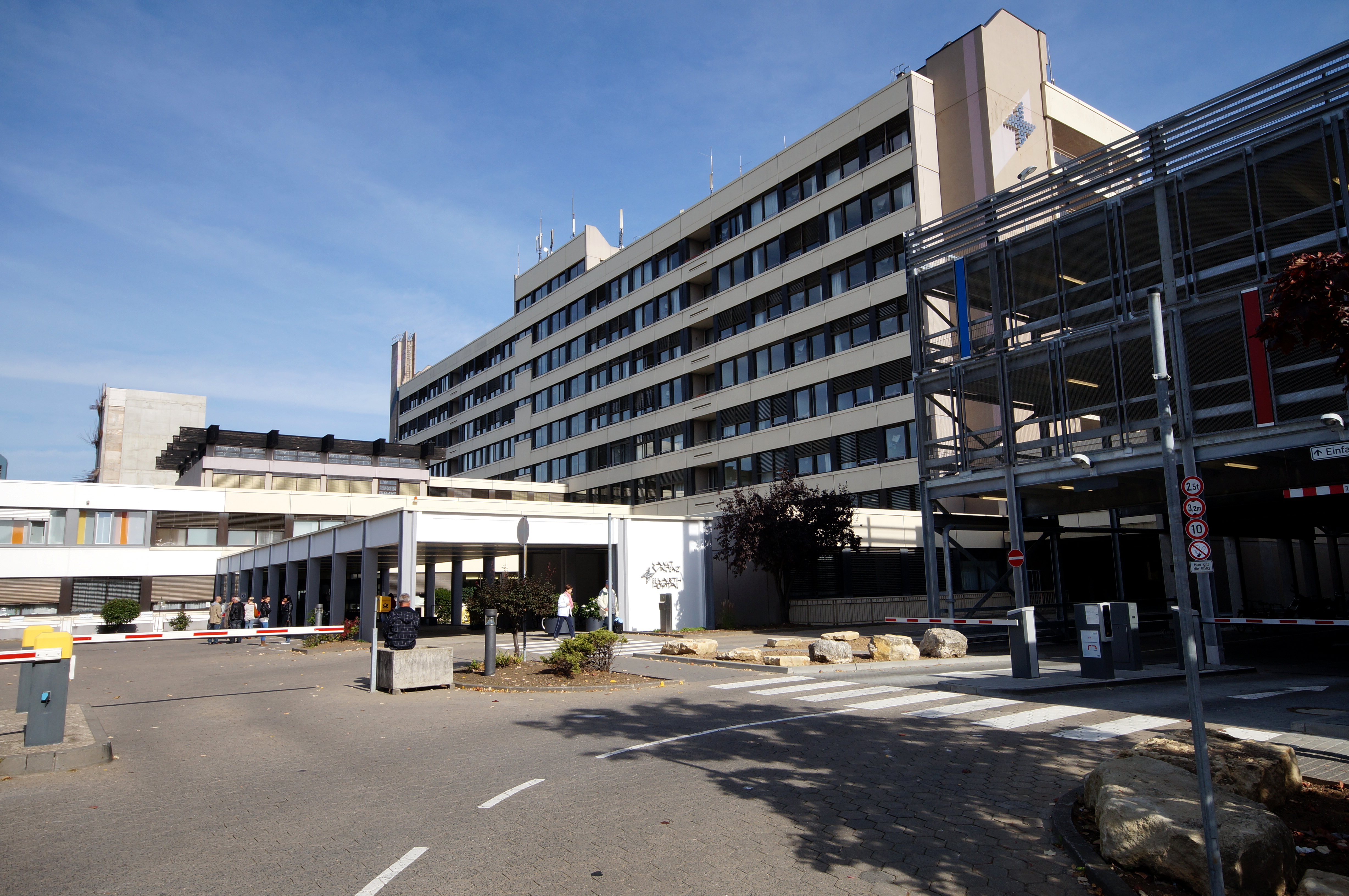
Haupteingang des St. Vincenz und Elisabeth Hospitals vor der Erweiterung

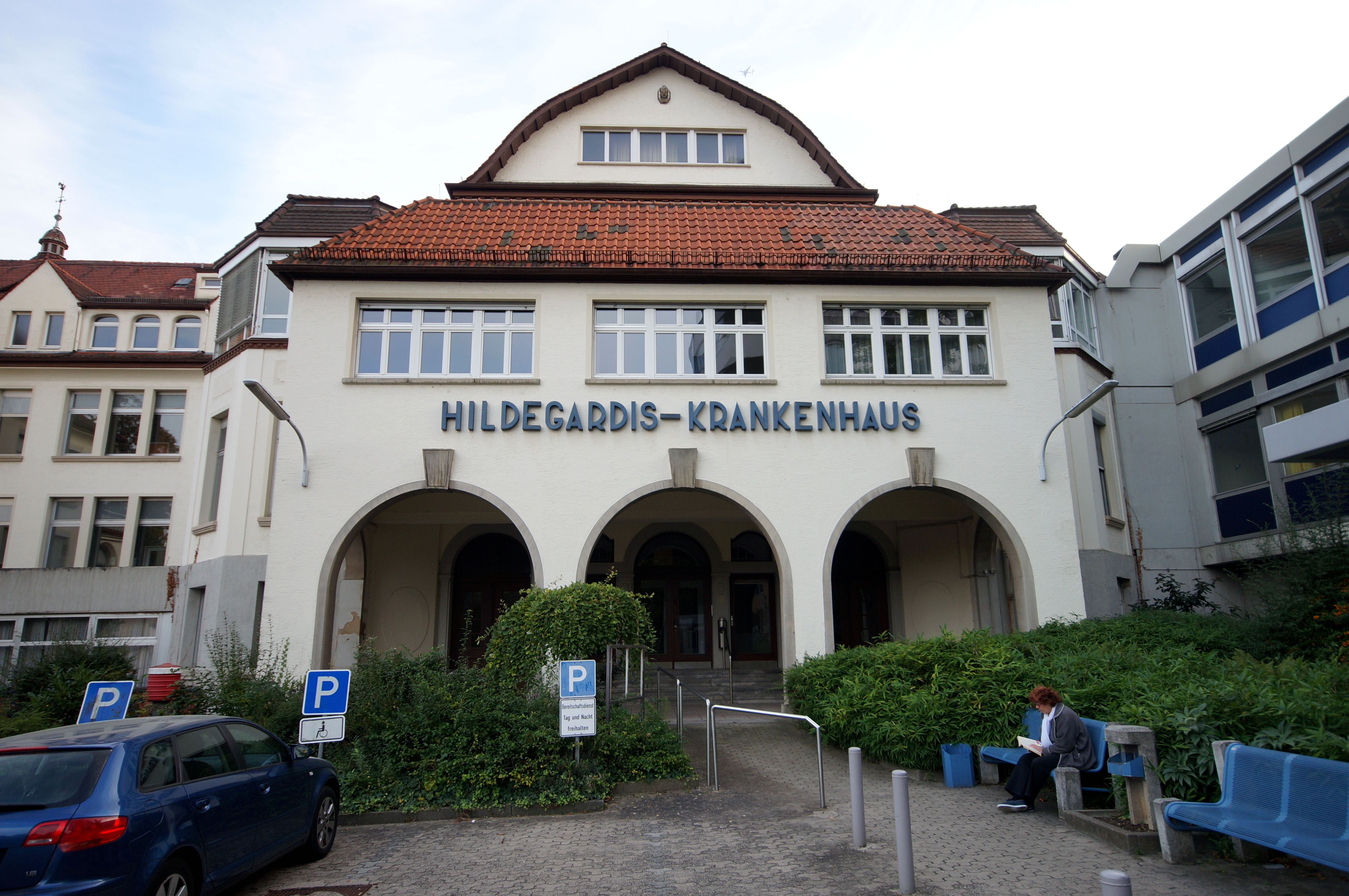
Historischer Eingang des ehemaligen St. Hildegardis-Krankenhauses

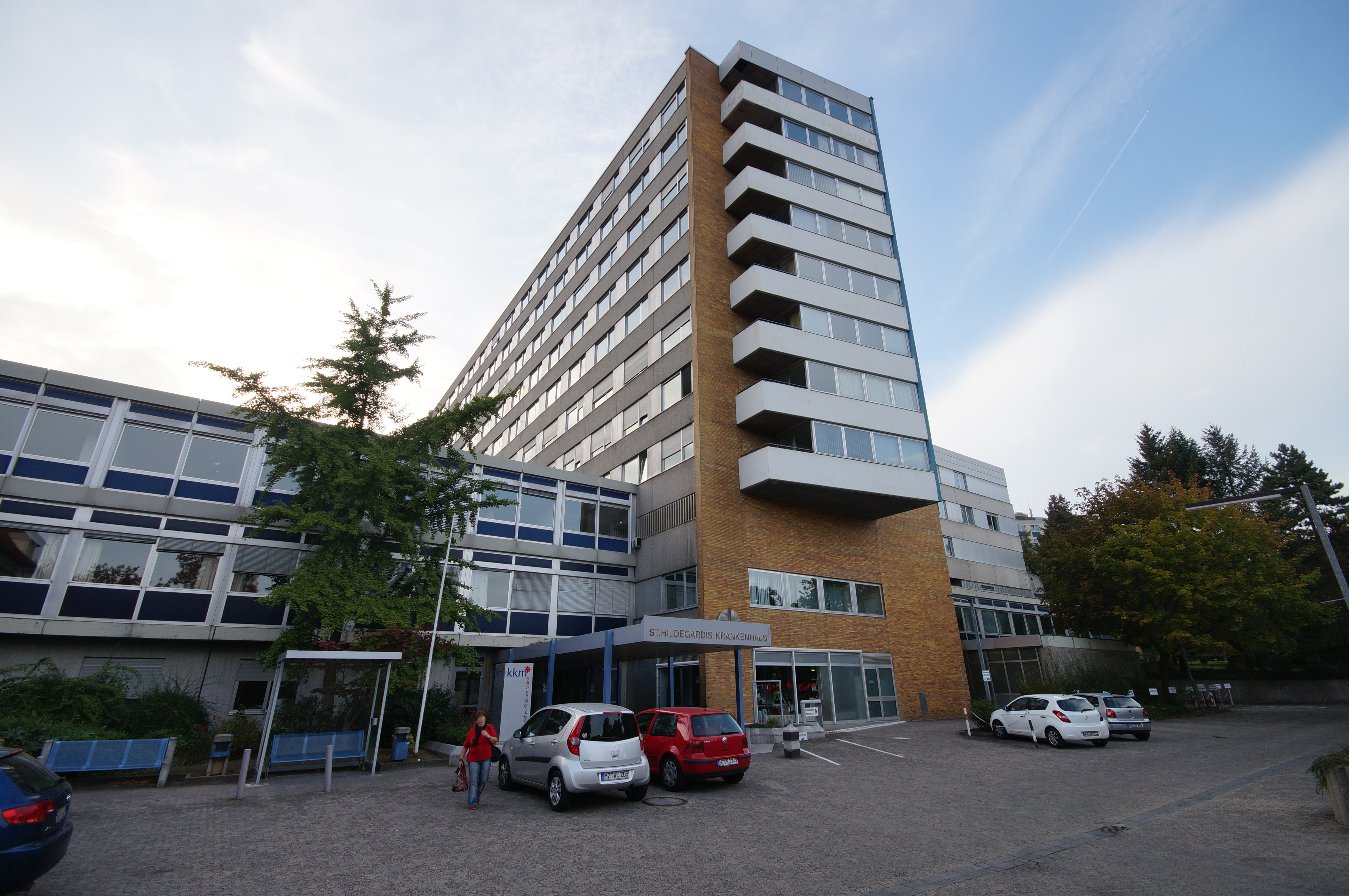
Haupteingang des ehemaligen St. Hildegardis-Krankenhauses

Das Marienhaus Klinikum Mainz, vormals Katholisches Klinikum Mainz (kkm) ist eine Klinik mit Schwerpunktversorgung in der rheinland-pfälzischen Landeshauptstadt Mainz. Träger ist die Marienhaus Gruppe, gemeinnützige Träger- und Betriebsführungsgesellschaft mbH. Die strategische Ausrichtung auf ein größeres Krankenhaus mündete 2012 in eine Kooperation mit der Marienhaus GmbH der Franziskanerinnen von der allerseligsten Jungfrau Maria von den Engeln. Im Juni 2021 wurde das Haus vollständig übernommen.

## Übersicht
Mit seinen zertifizierten Fachzentren (Brust-, Darm-, Schilddrüsen- und Lungenzentrum) sowie weiteren 15 Fachabteilungen nimmt es einen überregionalen Versorgungsauftrag an nunmehr einem Standort wahr. Jährlich werden im mkm etwa 44.000 Patienten ambulant und stationär behandelt. Das kkm hat einen im Landeskrankenhausplan verankerten Versorgungsauftrag und ist akademisches Lehrkrankenhaus der Johannes Gutenberg-Universität Mainz. Darüber hinaus betreibt es eine staatlich anerkannte Gesundheits- und Krankenpflegeschule mit derzeit 120 Ausbildungsplätzen für Gesundheits- und Krankenpflege.
Das Marienhaus Klinikum Mainz ist eine kirchliche Einrichtung der Marienhaus-Gruppe im Bistum Mainz. Die Patientenversorgung erfolgt unter dem Leitsatz „Wir kümmern uns. Menschlich und kompetent – für die Stadt und die Region“. Seit 2004 ist im mkm ein Qualitätsmanagementsystem etabliert, das Krankenhaus ist nach ISO 9001 zertifiziert, die Zentrale Sterilgutversorgungsabteilung (ZSVA) nach ISO 13485.

## Kliniken
- Klinik für Akutgeriatrie
- Klinik für Allgemein-, Viszeral- und Gefäßchirurgie
- Klinik für Anästhesiologie und Intensivmedizin
- Frauenklinik
- Belegabteilung Hals-Nasen-Ohren-Heilkunde
- Klinik für Innere Medizin, Gastroenterologie und Onkologie, Diabetologie
- Klinik für Kardiologie
- Klinik für Orthopädie und Unfallchirurgie
- Klinik für Pneumologie, Beatmungs- und Schlafmedizin
- Klinik für Diagnostische und Interventionelle Radiologie
- Klinik für Rheumatologie und Physikalische Therapie
- Klinik für Thoraxchirurgie

## Fachzentren
- Darmzentrum
- Brustzentrum
- Gynäkologisch-onkologisches Zentrum
- Dysplasiezentrum
- Lungenzentrum
- Schilddrüsenzentrum

## Medizinische Schwerpunkte
- Künstliche Gelenke
- Medizin im Alter
- Diabetes mellitus
- Schilddrüsentumor
- Darmerkrankungen
- Herz-Kreislauf-Erkrankungen

## Umbau
Das Klinikum ging unter anderem aus dem St. Vincenz Krankenhaus Mainz hervor. Mit dem Spatenstich im Juli 2009 begann ein Um- und Neubau am Standort St. Vincenz und Elisabeth Hospital. Im Dezember 2009 wurde von dem Kardinal Karl Lehmann der Grundstein für den Neubau gelegt. Nach Abschluss der Umbauarbeiten zogen die akutmedizinischen Fachabteilungen in den Jahren 2012 bis 2013 am Standort St. Vincenz und Elisabeth Hospital zusammen. Ziel des Konzeptes ist der Ausbau medizinischer Leistungen, eine enge Zusammenarbeit aller Berufsgruppen über die Grenzen der Fachabteilungen und Betriebsstätten hinweg sowie die Nutzung medizinischer und technischer Synergien. Der Standort St. Hildegardis-Krankenhaus wurde im November 2017 geschlossen. Am St. Vincenz- und Elisabeth-Hospital werden Aufstockung und Innenausbauten bei vollem Krankenhausbetrieb am Standort „An der Goldgrube“ im Bestand fortgesetzt. In Modulbauweise wurden bis Ende 2018 zunächst ein Gebäude aufgestockt, im Februar 2021 wurde auch der 2. Bauabschnitt vollendet. Der Flächenzuwachs für die Klinik wird mit 5.600 m² angegeben. Drei weitere Stationen sind nun hinzugekommen, Geriatrie, Palliativmedizin und Reha.